# Teucholabis (Teucholabis) pilipes
Teucholabis (Teucholabis) pilipes is een tweevleugelige uit de familie steltmuggen (Limoniidae). De soort komt voor in het Neotropisch gebied.